# 1870年逝世人物列表
1870年逝世人物列表：1月 - 2月 - 3月 - 4月 - 5月 - 6月 - 7月 - 8月 - 9月 - 10月 - 11月 - 12月
下面是1870年逝世的知名人士列表。

## 1月

### 1月20日
- 喬治·西摩爵士，英國海軍上將

### 1月25日
- 維克多·德布羅意，法國總理

### 1月29日
- 托斯卡納大公利奧波多二世

## 2月

### 2月7日
- 西爾萬·薩爾納夫，海地將軍，海地第9任總統

### 2月11日
- 卡洛斯·蘇布雷特，兩屆委內瑞拉總統

### 2月19日
- 納撒尼爾·德·羅斯柴爾德，法國葡萄種植者

## 3月

### 3月1日
- 弗朗西斯科·索拉诺·洛佩斯，巴拉圭第二任總統（陣亡）

### 3月3日
- 亨利·萊特，英屬圭亞那第三任總督

### 3月4日
- 湯瑪斯·斯科特，加拿大奧蘭治人，紅河叛亂的測量員（由路易士·瑞爾和梅蒂斯人槍殺）

### 3月11日
- 萊索托的莫舒舒一世

### 3月28日
- 喬治·亨利·托馬斯，美國將軍

## 4月

### 4月11日
- 胡斯托·何塞·德乌尔基萨，將軍，阿根廷第一任憲法總統（被暗殺）

### 4月15日
- 艾瑪·威拉德，美國女權活動家

### 4月16日
- Domnița Rallou Caragea，希臘公主，獨立活動家

## 5月

### 5月6日
- 詹姆斯·楊·辛普森爵士，蘇格蘭醫生、研究員

## 6月

### 6月6日
- 费迪南德·冯·弗兰格尔，波羅的海-德國探險家

### 6月7日
- 弗裡德里希·霍赫，德國平版畫家、畫家

### 6月9日
- 查尔斯·狄更斯，英國小說家[1]

### 6月20日
- 朱爾·德·龔固爾，法國作家、出版商[2]

### 6月23日
- 米爾扎·米赫迪，巴哈伊創始人巴哈歐拉最小的孩子

### 6月27日
- 賽勒斯·金斯伯里，美國喬克托印第安人傳教士

## 7月

### 7月10日
- Pelaghia Roșu，羅馬尼亞女英雄

### 7月22日
- 约瑟夫·施特劳斯，奧地利作曲家

## 8月

### 8月4日
- 阿貝爾·杜埃，法國將軍（陣亡）

### 8月14日
- 戴维·法拉格特，美國海軍上將

### 8月17日
- 佩德罗·菲格雷多，古巴詩人、音樂家和自由鬥士

## 9月

### 9月4日
- 胡安·哈威爾·埃斯皮諾薩，厄瓜多第9任總統

### 9月23日
- 普羅斯佩·梅里美，法國作家[3]

### 9月27日
- 威廉·派克，美國政治家

## 10月

### 10月12日
- 斯蒂芬·格林利夫·布爾芬奇，美國牧師，讚美詩作家
- 羅伯特·E·李，邦聯將軍

## 11月

### 11月3日
- 迭戈·諾沃亞，厄瓜多第四任總統

### 11月23日
- 朱塞佩娜·博扎姬，米蘭出生的芭蕾舞演員（在巴黎圍城戰期間被剝奪的結果)

### 11月24日
- 洛特雷阿蒙伯爵，法國詩人、作家

### 11月26日
- 法蘭茨·格拉夫·馮·溫普芬，奧地利將軍兼海軍上將

### 11月28日
- 弗雷德里克·巴齐耶，法國畫家

## 12月

### 12月5日
- 大衛·伯內特，德克薩斯共和國早期政治家
- 大仲马，法國作家[4]

### 12月9日
- 派翠克·麥克道爾，北愛爾蘭雕塑家

### 12月27日
- 胡安·普里姆，西班牙將軍兼首相（被暗殺）